# Dos de Mayo

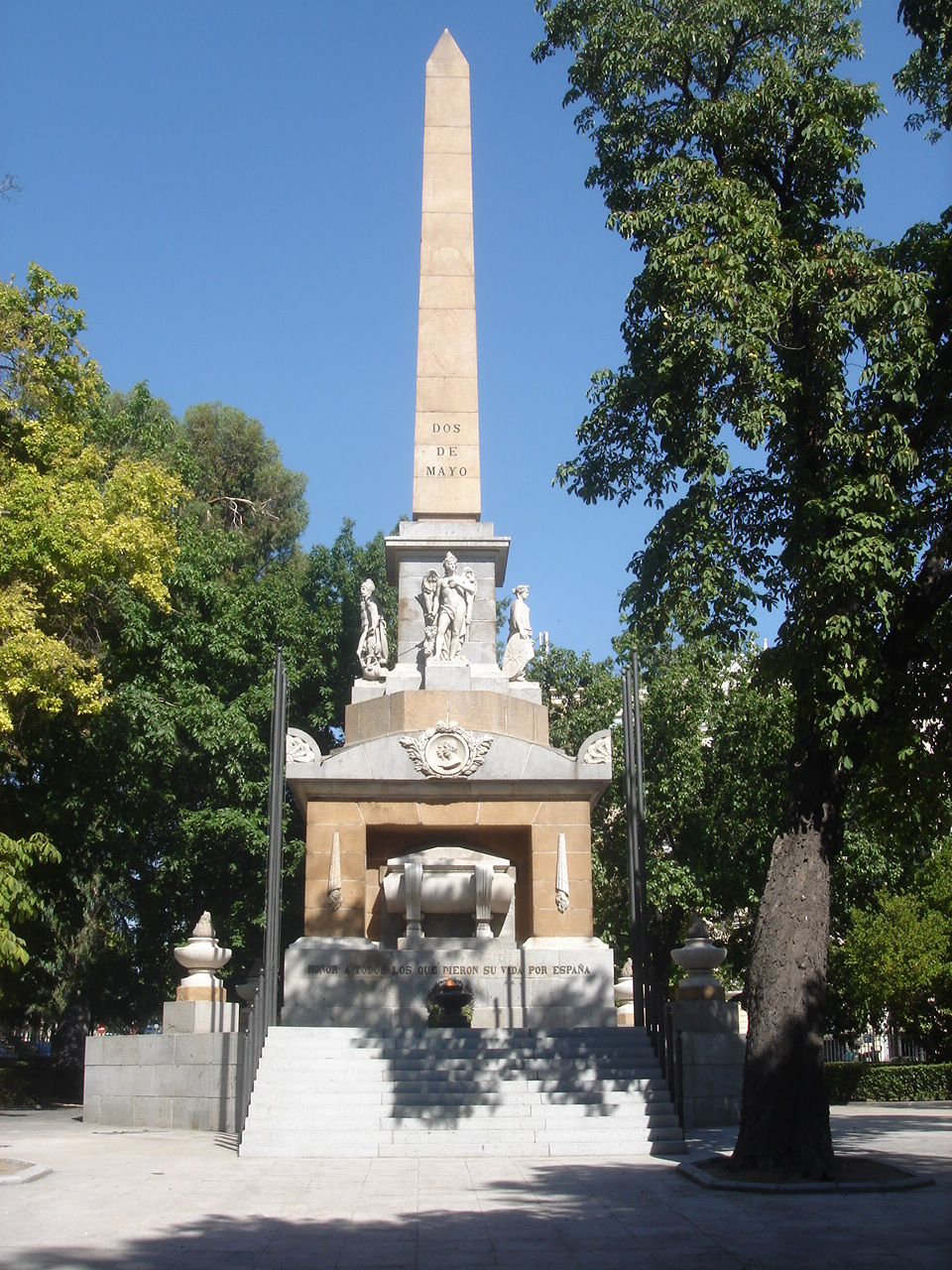
Denkmal für die Gefallenen des 2. Mai in Madrid, errichtet 1840

Der Aufstand vom 2. Mai, spanisch levantamiento del dos de mayo, bezeichnet die gewaltsamen Ereignisse des 2. Mai 1808 in Madrid, die dem Widerstand des spanischen Volkes gegen die unsicheren politischen Verhältnisse nach der „Meuterei von Aranjuez“ entsprangen. Der Aufstand der Bevölkerung gegen die französischen Besatzer wurde durch die Truppen Napoleons gewaltsam niedergeschlagen. Im Anschluss erfassten eine Welle der Entrüstung und der Ruf nach bewaffnetem Widerstand das ganze Land, welche schließlich in den spanischen Unabhängigkeitskrieg (1808–1814) mündeten.

## Ablauf

### Vorgeschichte

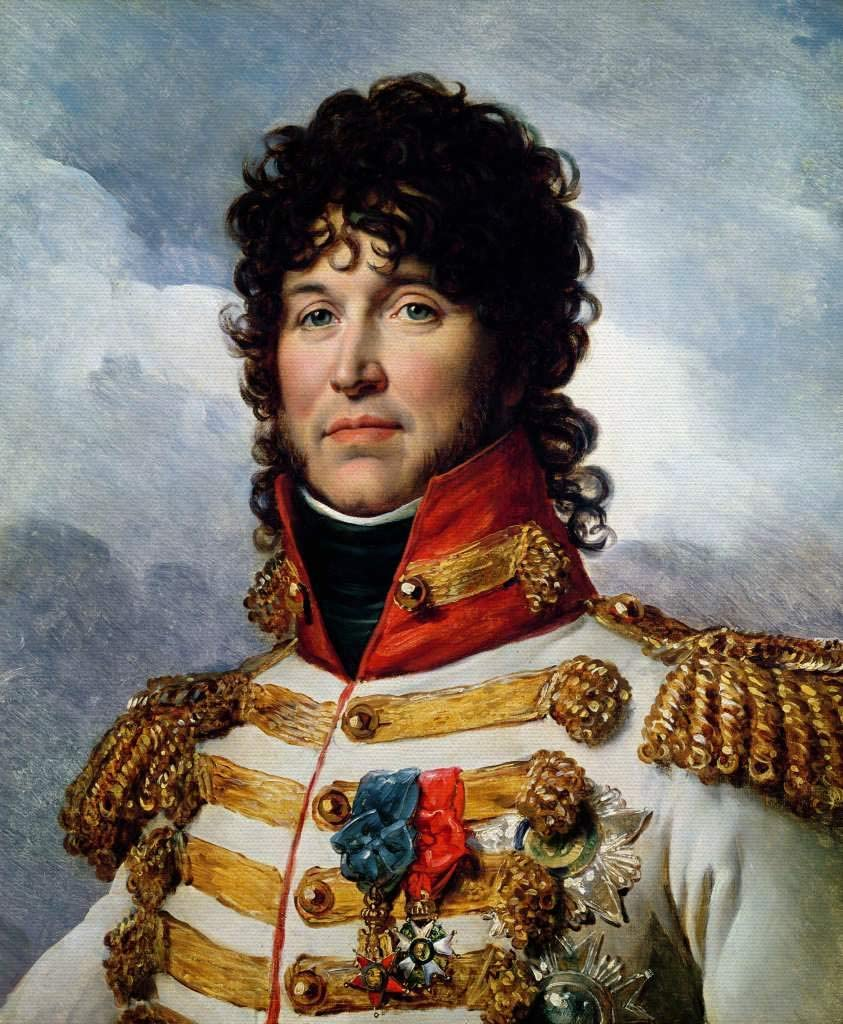
Marschall Joachim Murat

Nach der Unterschrift unter den Vertrag von Fontainebleau am 27. Oktober 1807 und der Beteiligung spanischer Truppen an der beabsichtigten französischen Eroberung Portugals, sowie der Meuterei vom Aranjuez am 17. März 1808, bei der ein wütender Mob die Abdankung des spanischen Königs Karl IV. zugunsten seines Sohnes Ferdinand VII. erzwang, wurde Madrid am 23. März von Truppen des französischen Marschalls Joachim Murat besetzt. Am Tag danach erfolgte der triumphale Einzug des neuen Königs und seines Vaters. Beide waren in Eile, da ein Treffen mit Napoleon in Bayonne anstand. Dort mussten die spanischen Bourbonen ihre Königskrone an das Haus Bonaparte abtreten. Der Bruder Napoleons, Joseph Bonaparte, wurde daraufhin zum neuen spanischen König. Unterdessen formierte sich in Madrid eine neue, Ferdinand ergebene Regierung. Dennoch verblieb die faktische Herrschaft über Madrid bei Murat, während die Regierung nicht viel mehr als ihren Titel für sich beanspruchen konnte.

### Auslöser
Am 27. April forderte Murat von der Regierung die Genehmigung, angeblich im Namen Karls IV., die zwei Kinder des früheren Königs, welche in der Stadt verblieben waren, nach Bayonne zu verbringen, María Luisa und den Infanten Francisco. Dieser war Thronfolger, da der junge König noch keine eigenen Kinder hatte. Die Junta verweigerte zunächst ihre Zustimmung, gab aber nach einem Treffen in der Nacht vom 1. auf den 2. Mai und aufgrund einer Botschaft Ferdinands VII., die von einem Emissär aus Bayonne überbracht worden war, dem Drängen Murats nach.

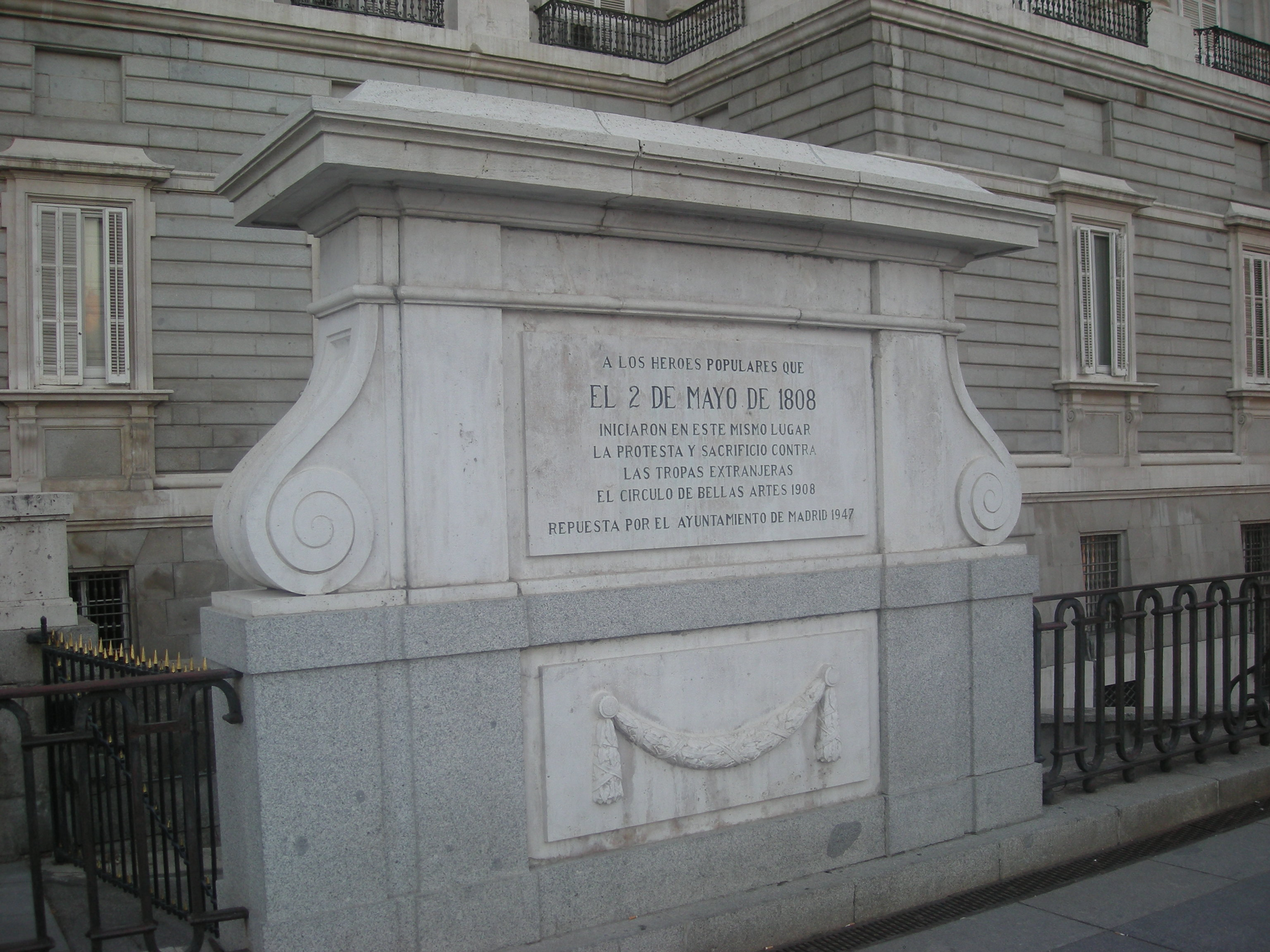
Gedenktafel vor dem Königspalast

In den frühen Morgenstunden des 2. Mai begannen sich die Menschen vor dem Madrider Schloss zu versammeln. Die Menge sah, wie französische Soldaten in den Palast eindrangen, um den Infanten herauszuholen. Darauf erschallten Rufe ¡Que nos lo llevan! (in etwa Sie nehmen ihn uns weg!), und das Volk versuchte auf den Palast vorzudringen. Der Infant zeigte sich auf einem Balkon, was die Erregung in der Menge noch verstärkte. Den Tumult nutzte Murat, um einige Soldaten der kaiserlichen Garde mitsamt Geschützen herbeizuordern, die er gegen die Menge einsetzte. Mit dieser Handlung verstärkte er jedoch die Wut im Volke, welches nun nicht nur die Abreise des Infanten verhindern, sondern auch die Toten zu rächen und die Franzosen aus der Stadt zu vertreiben gedachte. Aufgrund dieser Stimmungslage ergriff der Volksaufstand bald die gesamte Stadt.

### Straßenkämpfe

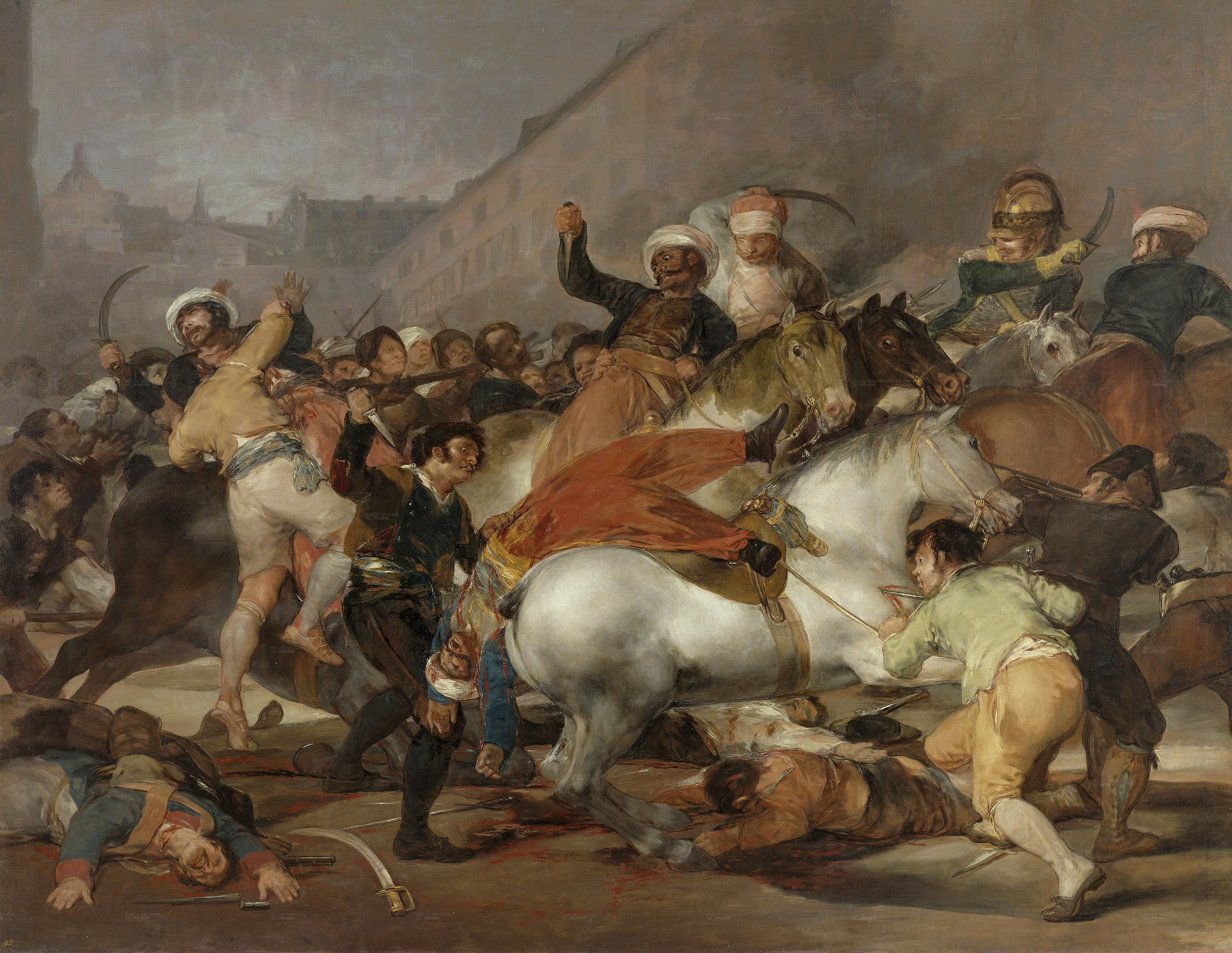
Mamelouks de la Garde impériale in den Straßenkämpfen (Gemälde Francisco de Goyas)

Derart angestachelt, erhob sich das Volk zum Aufstand, der spontan entsprang, auch wenn der Widerstand unterschwellig schon seit dem Einmarsch französischer Truppen ins Land vorhanden war. Man improvisierte bei der Organisation des Straßenkampfs. In den Stadtvierteln bildeten sich Bürgereinheiten mit Anführern aus der Mitte der Volkes. Man versuchte, sich mit Waffen zu versorgen, verfügte aber über kaum mehr als Messer; den Aufständischen war bewusst, dass die Ankunft weiterer französischer Truppen in der Stadt um jeden Preis verhindert werden musste.
Doch alle Anstrengung war vergebens, und Murat konnte eine ebenso einfache wie wirksame Taktik einsetzen. Als die Madrider die Tore nahe der Stadt besetzten, um den in der Umgebung lagernden französischen Truppen den Eintritt zu verwehren, war ein Großteil von Murats Truppen bereits in konzentrischen Bewegungen nach Madrid eingedrungen. Das Volk wehrte sich den ganzen 2. Mai über mit allen zur Verfügung stehenden Mitteln, wie Steinen, Nähnadeln und von den Balkonen geworfenen Blumentöpfen. Das Hauen und Stechen und die Gefangennahmen durchzogen einen langen blutigen Tag. Die Mameluken und polnischen Chevaulegers der französischen Garde impériale gingen gegen die Bevölkerung vor und mehrere Hundert Madrider, Männer wie Frauen, starben, ebenso wie etliche französische Soldaten.
Auch wenn der Widerstand gegen den französischen Vormarsch wesentlich stärker war, als Murat erwartet hatte, insbesondere an der Puerta de Toledo, der Puerta del Sol und am Palast von Monteleón, konnte er Madrid dank seiner Einkreisungsstrategie unter Militärherrschaft bringen und die Regierung seinem Kommando unterstellen. Nach und nach fielen die letzten Widerstandsnester.

### Verhalten der regulären spanischen Armee

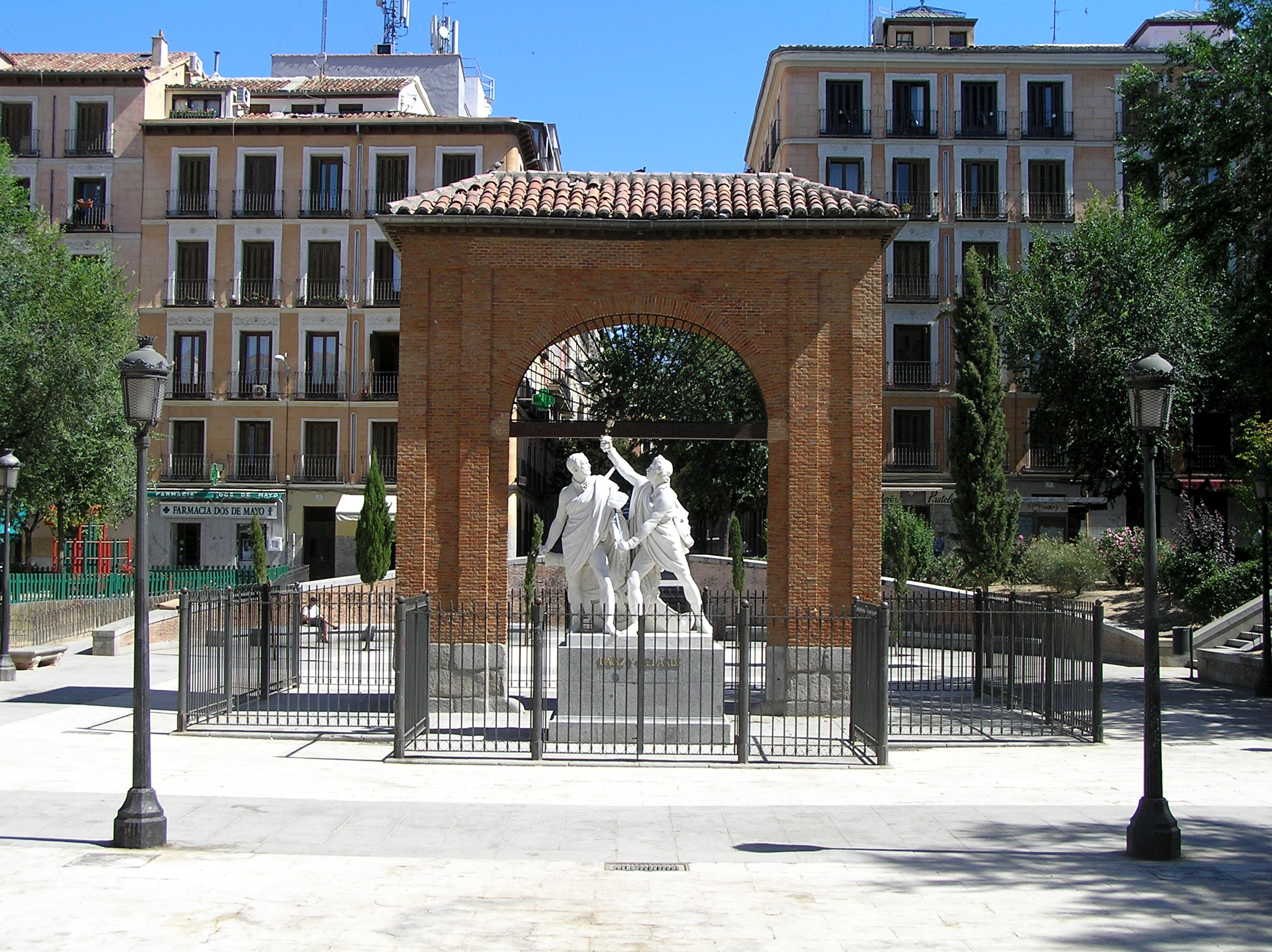
Denkmal für Daoíz und Velarde auf der Plaza del Dos de Mayo in Madrid, geschaffen von Antonio Sola. Der Torbogen diente als Zugang zur Monteleón-Kaserne

Während sich die Kämpfe ausbreiteten, blieben die spanischen Truppen, dem Kommando ihres Generaloberst Francisco Javier Negrete folgend, in ihren Quartieren. Lediglich die in der Artilleriekaserne am Monteleón-Palast im Norden der Stadt stationierten Einheiten missachteten die Befehle und vereinigten sich mit den Aufständischen. An ihrer Spitze standen Hauptmann Luis Daoíz y Torres, der den Befehl ausübte, und Hauptmann Pedro Velarde y Santillán. Mit ihren Mannschaften und aufständischen Zivilisten verbarrikadierten sie sich im Palastgelände und schlugen einen ersten französischen Angriff zurück, starben jedoch im Kampf gegen die von Murat geschickten Verstärkungen.

### Reaktion und Unterdrückung

Die Erschießung der Aufständischen am 3. Mai 1808, Gemälde Francisco de Goyas im Prado-Museum

Am 2. Mai 1808 kämpfte nicht der spanische Staat gegen die Franzosen; es war vielmehr der Aufstand breiter Volksmassen in Madrid gegen eine Besatzung, die (aus Gleichgültigkeit, Furcht oder Eigennutz) von einem Großteil der spanischen Verwaltung geduldet wurde. Tatsächlich waren die französischen Truppen aufgrund des Vertrages von Fontainebleau „legal“ nach Spanien eingedrungen. Allerdings hielten sie sich nicht an die ihnen im Vertrag gesetzten Einschränkungen, da sie das zugelassene Truppenkontingent überschritten und auch Orte einnahmen, die nicht auf dem Wege nach Portugal lagen, ihrem angeblichen Ziel. Francisco de Goyas Gemälde La Carga de los Mamelucos zeichnet den Charakter dieses Kampfes nach: Gut ausgestattete Berufssoldaten gegen eine praktisch unbewaffnete Menge; aktive Beteiligung von Frauen am Kampf der Aufständischen, einige von ihnen verloren dabei ihr Leben; als Beteiligte fast ausschließlich das Volk von Madrid gegen die französischen Einheiten.
Als Reaktion auf den Aufstand folgten grausame Unterdrückungsmaßnahmen. Murat verfolgte drei Ziele: Kontrolle über die Verwaltung und die spanischen Streitkräfte; rigorose Vergeltung gegenüber den Rebellen, um allen Spaniern eine Lektion zu erteilen; Bestätigung seiner eigenen Herrschaft über das Land. Am Abend des 2. Mai erließ er ein Dekret zur Schaffung einer Militärkommission unter Vorsitz des Generals Emmanuel de Grouchy, welche Todesurteile gegen jeden aussprach, der während des Aufstandes bewaffnet gefangen genommen wurde.
Der Rat von Kastilien erließ eine Bekanntmachung, nach der jede öffentliche Versammlung verboten und alle Waffen, ob Stoß- oder Schusswaffen, abzugeben seien. In Grouchys Kommission wirkten auch spanische Militärangehörige. Den Besitzenden schien ein Erfolg Murats lieber zu sein als ein Sieg der fast ausschließlich aus dem einfachen Volk rekrutierten Aufständischen.
Auf dem Salón del Prado und dem Gelände des Palacio de la Moncloa wurden über hundert Aufständische durch Erschießungskommandos hingerichtet. Insgesamt verloren durch den Aufstand und die folgenden Hinrichtungen Hunderte Spanier ihr Leben.

### Folgen
Murat ging davon aus, dass er den Widerstandsgeist im spanischen Volke erstickt habe, indem er es in Angst und Schrecken versetzte, und dass ihm selber die Krone Spaniens gewiss sei. Das vergossene Blut rief jedoch erst recht den Unmut des Volkes hervor und stellte das Signal zum Kampf gegen die Invasionstruppen im ganzen Lande dar. Noch am Nachmittag des 2. Mai ließ Juan Pérez Villamil, Minister der Admiralität und Kassenverwalter des Obersten Kriegsrates, in Móstoles die Bürgermeister Andrés Torrejón und Simón Hernández ein Manifest unterschreiben, das alle Spanier aufrief, die Waffen gegen die Invasoren zu ergreifen und zur Rettung der Hauptstadt zu eilen. Dieses Manifest löste einen allgemeinen Aufstand aus. Die ersten Anstrengungen, die allerdings wieder aufgegeben wurden, wurden durch den Amtmann von Talavera de la Reina, Pedro Pérez de la Mula und dem Oberbürgermeister von Trujillo, Antonio Martín Rivas, eingeleitet, die Listen von Freiwilligen mitsamt Lebensmitteln und Waffen erstellten und Truppen mobilisierten, die der Hauptstadt zu Hilfe kommen sollten.

### Der Aufstand in der spanischen Erinnerungskultur

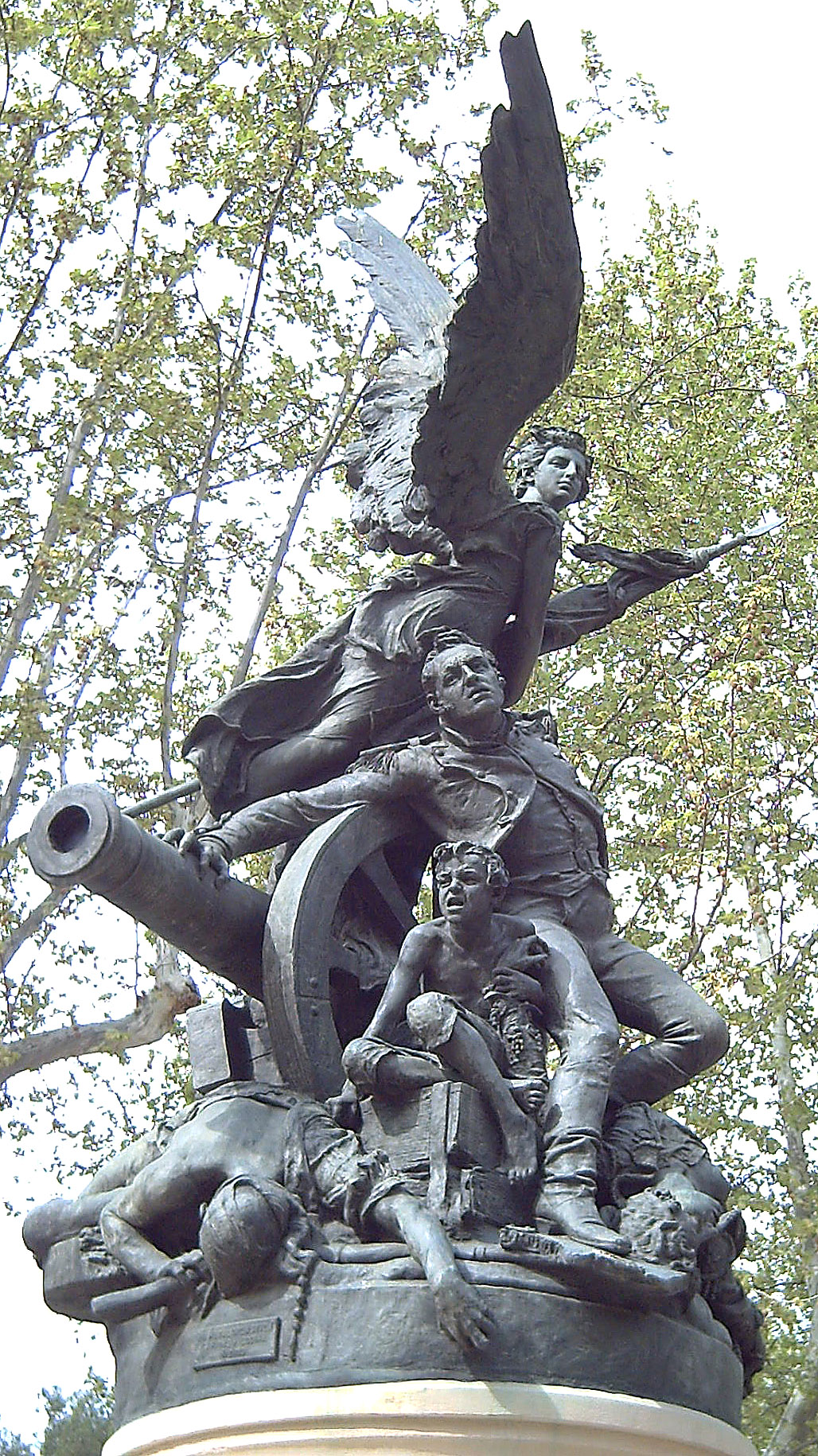
Denkmal für die Helden des 2. Mai, Aniceto Marinas (1908)

Der Ereignisse des 2. Mai wird Jahr für Jahr in Gedenkveranstaltungen gedacht. Auch das Stadtfest von Madrid wird jährlich an diesem Tag begangen. Am hundertsten Jahrestag des Dos de Mayo 1908 weihte König Alfons XIII. das Bronzeensemble Héroes del Dos de Mayo (Helden des 2. Mai) des Bildhauers Aniceto Marinas ein. Auch der zweihundertste Jahrestag 2008 wurde mit einer Aufführung des Theaterensembles La Fura dels Baus auf der Plaza de Cibeles, welche den Tag des Aufstands und die Hinrichtungen des 3. Mai darstellte, sowie einer Parade an der Puerta del Sol sowie einer Preisverleihung am Sitz der Regierung der Autonomen Gemeinschaft von Madrid feierlich begangen. Dazu gab es eine symbolische Übergabe zweier Bilder an den Madrider Bürgermeister. Es handelte sich um die Bilder Francisco de Goyas „La carga de los mamelucos en la Puerta del Sol“ sowie um „Los fusilamientos del tres de mayo“. 
Außerdem fand auf der Plaza Dos de Mayo eine Tanzaufführung statt, auf der Plaza de Oriente dagegen ein Konzert.
Am einstigen Wohnsitz Pedro Velardes in Muriedas (Kantabrien) wird zu diesem Ereignis jährlich eine Messe zelebriert, an der die Nachbarn, Mitglieder der Gemeindeverwaltung sowie der Regierung von Kantabrien teilnehmen.